# Villa Alberto Andrés Alvarado Arámburo
Villa Alberto Andrés Alvarado Arámburo es una localidad mexicana del municipio de Mulegé, Baja California Sur. La población fue nombrada en honor a Alberto Alvarado Arámburo, gobernador del Estado de Baja California Sur de 1981 a 1987. En el censo de 2020 contaba con 10 897 habitantes. La localidad cuenta con el aeródromo de Santa Rosa de Vizcaíno.

## Demografía
| Año  | Población |
| ---- | --------- |
| 1995 | 2 140     |
| 2000 | 3 174     |
| 2005 | 5 757     |
| 2010 | 6 902     |
| 2020 | 10 897    |